# Theo Hommeles

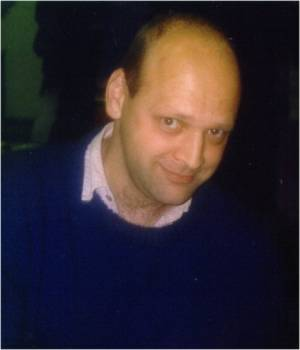
Theo Hommeles (foto: Dimitri)

Theo Hommeles (12 september 1962) is een Nederlandse schaker met een FIDE-rating van 2404 in 2016. Sinds 2011 is hij Internationaal Meester (IM).
In 1999 speelde hij mee in het "Lente schaaktoernooi" in Oosterhout en eindigde daar op de tweede plaats achter Friso Nijboer. In het jaar 2000 behaalde Hommeles de 26e plaats in de Blitzschaak Marathon te Dordrecht met 200 deelnemers, Loek van Wely werd eerste. In 2003 werd hij tweede in het "Essent snelschaaktoernooi". 
Bij de Open Canadese kampioenschappen in 2009 behaalde Hommeles een 19e plaats, 1 punt onder de winnaar Mark Bluvshtein. Er waren 203 deelnemers. 
In 2009 werd hij, een half punt onder de winnaar, zesde bij het Liechtenstein Open.
In mei 2014 eindigde hij op een vijfde plaats bij het Liechtenstein Open.
In augustus 2014 won Hommeles het zomerblitztoernooi van de schaakclub Bodan in Kreuzlingen, met 11 pt. uit 12. 
Theo Hommeles is verenigingsconsulent van de KNSB. 

## Partij
In 1992 speelde Theo Hommeles in Rotterdam de hier weergegeven partij tegen Jevgeny Skoblikov (opening: Blackmar-Diemergambiet).
De partij verliep als volgt: 1.d4 d5 2.e4 dxe4 3.Pc3 Pf6 4.f3 Lf5 5.fxe4 Pxe4 6.Df3 Pd6 7.Lf4 e6 8.0-0-0 Pd7 9.g4 Lg6 10.De3 Le7 11.Pf3 h6 12.Pe5 Lh7 13.h4 c6 14.d5 exd5 15.Pxc6 bxc6 16.Lxd6 Pf6 17.Lc5 Pe4 18.Pxe4 Lxe4 19.Ld3 Lxh1 20.Te1 Le4 21.Lxe4 Kf8 22.Lh7 Dd7 23.Lxe7+ Ke8 24.Lf5 Db7 25.Lb4+ Kd8 26.La5+ (diagram) (1-0)